# Godomar II.
Godomar II. (imenovan tudi Gundomar), sin kralja Gundobada, je bil kralj Burgundije. Vladal je Burgundiji po smrti Sigismunda, svojega starejšega brata, od leta 524 do 534.

## Življenje
Po Gregorju iz Toursa se je Sigismund poročil s hčerko ostrogotskega kralja Teoderika Velikega. Imela sta sina Sigerica. Kasneje se je ovdoveli Sigismund ponovno poročil, njegova druga žena pa je s svojim pastorkom grdo ravnala in ga žalila. Kraljica je prepričala Sigismunda, da namerava Sigeric ubiti njegovega očeta in prevzeti prestol. Sigismund je ukazal, naj mladeniča pijanega odpeljejo in utopijo v vodnjaku.
Umor Sigerica leta 523 je povzročil napetost med Ostrogoti in Burgundci. Frankovska država pod vodstvom Klodvikovih sinov je izkoristila politične razmere in napadli so sedaj osamljeno Burgundsko kraljestvo. Sigismund in Godomar, ki sta vodila burgundsko vojsko so Franki premagali. Klodvikov najstarejši sin Klodomer, kralj v Orléansu, je kralja Sigismunda, njegovo ženo in njegova dva sinova z izdajo ujel.
Obstaja pa sum, da se je Godomar v tej bitki postavil na stran Frankov. Gotovo je, da je Godomar pobegnil in nato zbral burgundsko vojsko. S to vojsko si je povrnil svoje ozemlje. Medtem je Klodomer ukazal Sigismunda usmrtiti in s svojim bratom Teoderikom I., kraljem v Metzu, leta 524 vkorakal v Burgundijo. 25. junija 524 je Godomar popeljal Burgundce do zmage nad Franki v bitki pri Vézeronceju, v kateri je padel sam Klodomer. Franki so se nato umaknili in začasno opustili boj za Burgundijo.
Tri leta po Sigismundovi smrti je Godomar dal pridobiti njegovo truplo in ga nato pokopati v kapeli sv. Janeza v opatiji Saint-Maurice d'Agaune, samostanu, ki ga je ustanovil Sigismund in kamor se je, po umoru svojega sina za nekaj časa umaknil.
Ko so Franki leta 532 znova poskušali osvojiti Bugundijo, jih Godomar II. ni mogel več odbiti. Premagali so ga v bitki pri Autunu, kar je pomenilo konec njegove vladavine in konec kraljestva, ki so ga Merovingi dokončno vključili v svoj imperij in si ga leta 534 dokončno razdelili. Nadaljnja usoda kralja Godomarja II. ni znana.